# ジャン＝バティスト・カルポー
ジャン＝バティスト・カルポー（Jean-Baptiste Carpeaux, 1827年5月11日 - 1875年10月12日）は、フランスの彫刻家、画家。代表作にパリ・オペラ座（ガルニエ宮）の「ダンス」や「ウゴリーノ」がある。

## 略歴

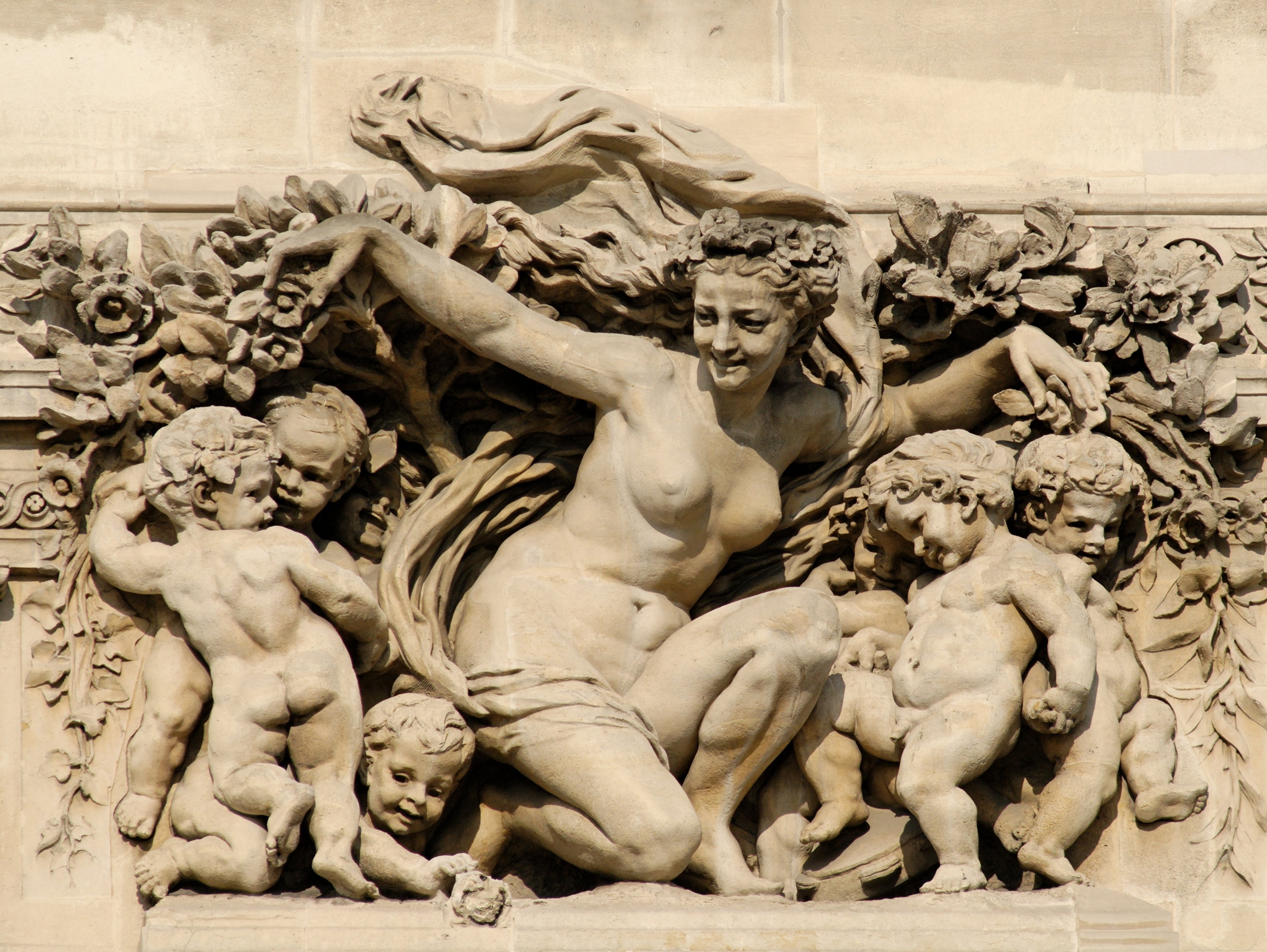
"Triomphe de Flore" (1873)
ニース美術館

ノール県のヴァランシエンヌで石職人の息子に生まれた。はじめ、フランソワ・リュードに学んだ。1844年にエコール・デ・ボザールに入学し、彫刻家のフランシスク・デュレに学んだ。1854年にローマ賞を受賞し、留学奨学金を得て1861年までローマに滞在し、巨匠たちの作品を学ぶ一方、「モダンアート」にも興味をもった。この時代の最も重要な作品はナポリの漁師の少年の像などであり、自らのスタイルが確立された。
1862年からパリに住み、スタジオをつくり、多くの作品を作った。ルーブル博物館のFlore Pavillonの装飾も依頼された。パリのオペラ座の"La Danse"も代表作のひとつである。
1866年にレジオンドヌール勲章（シュヴァリエ）を受勲した。

## 作品

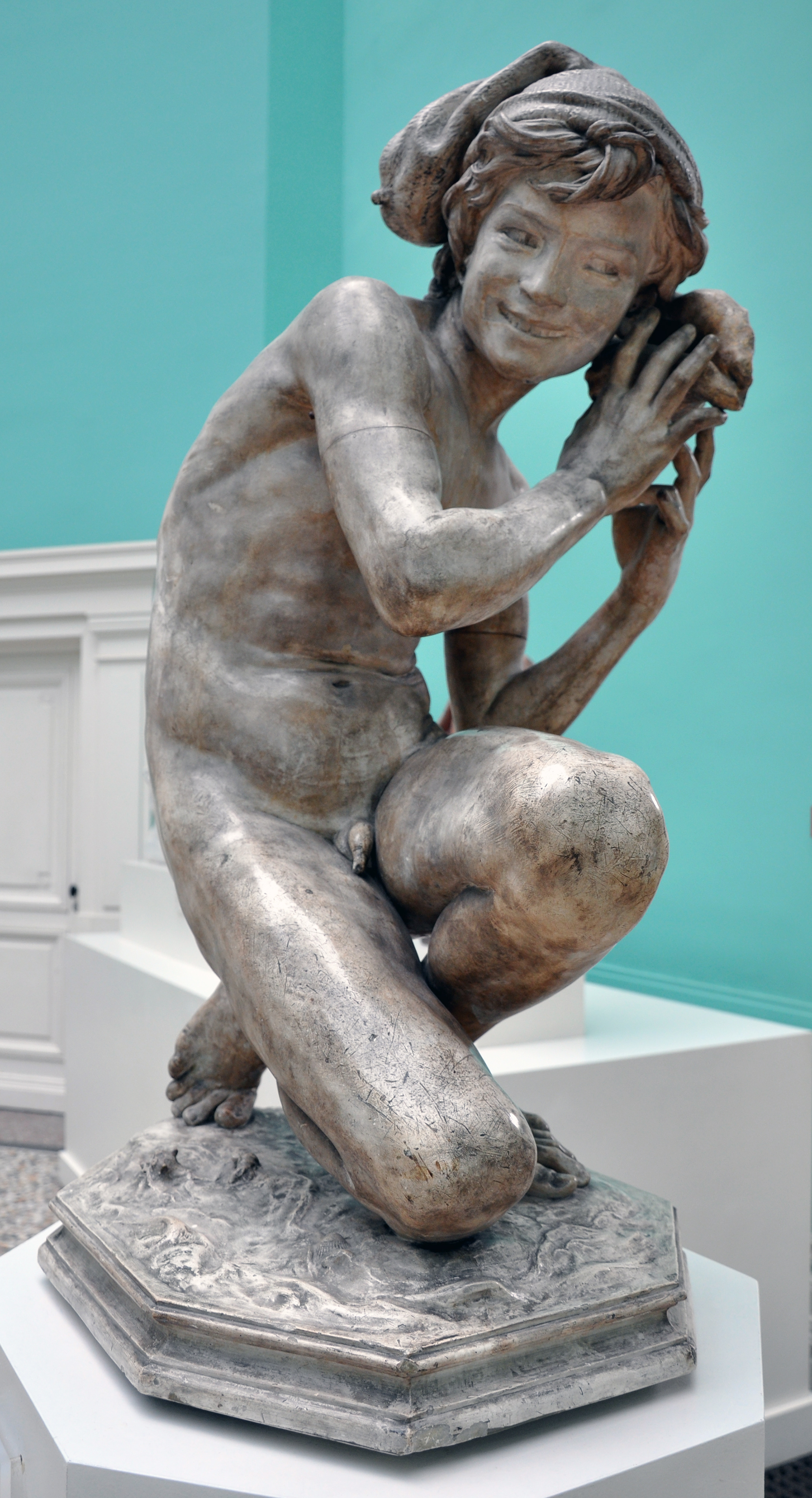
Neapolitan Fisherboy with shell,(1857)
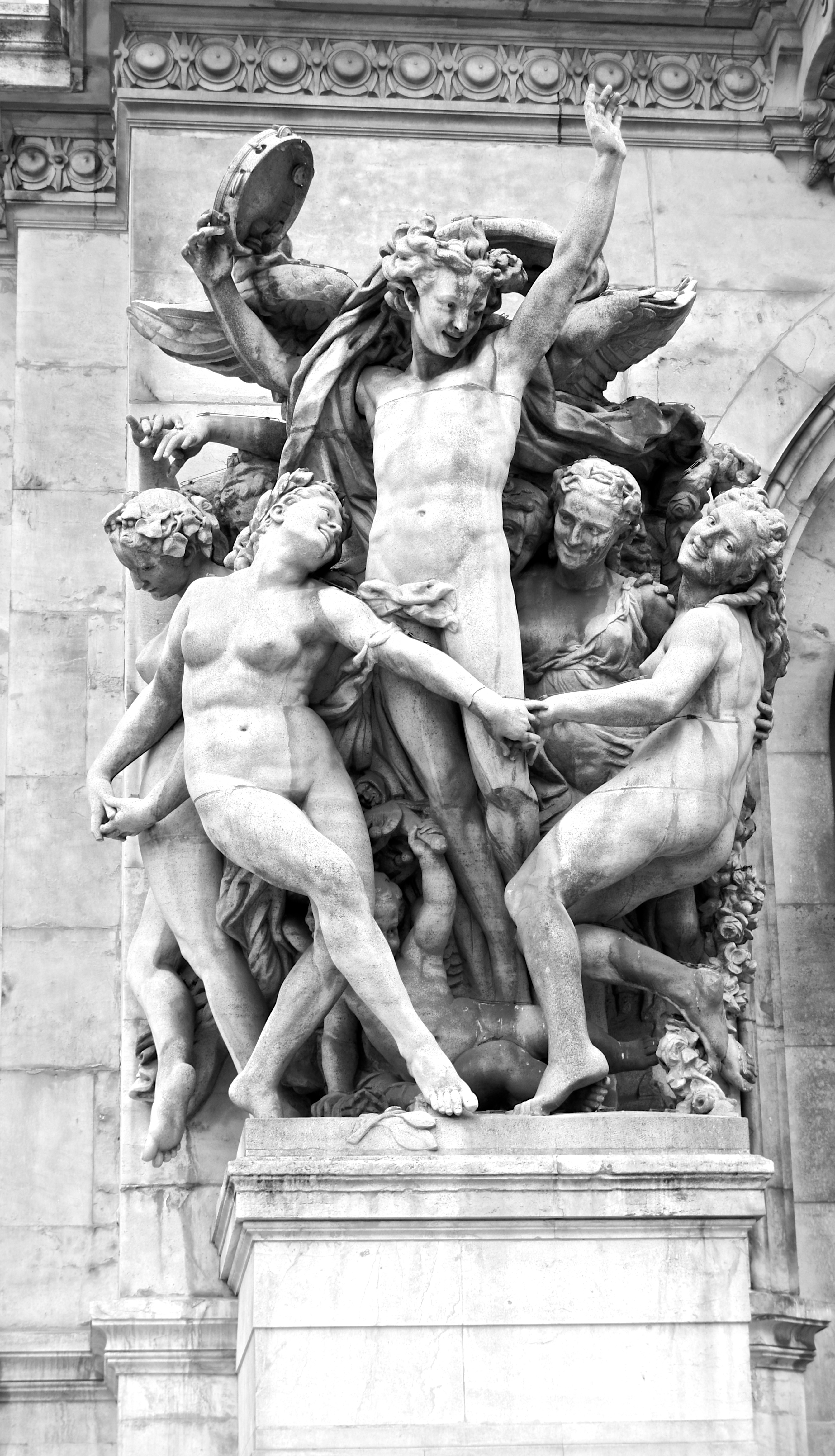
オペラ座の装飾「ダンス」
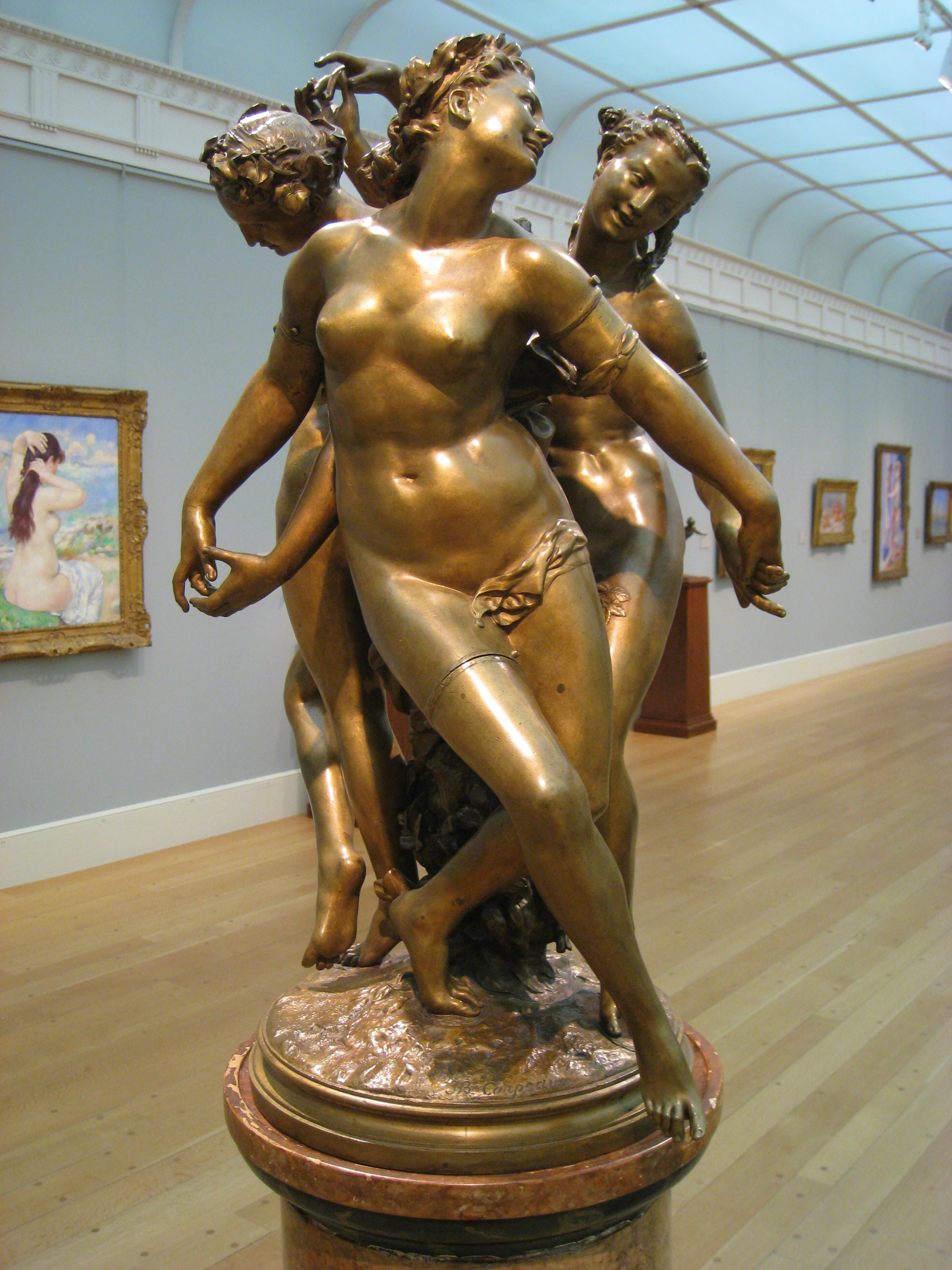
Three Graces